# نظام الأسلحة الاستراتيجية
نظام الأسلحة الاستراتيجية (بالإنجليزية: Strategic weapons system)‏ هو أي نظام أسلحة مصمم لضرب عدو في مصدر قوته العسكرية أو الاقتصادية أو السياسية. وهذا يعني عمليا تدمير مدن الدولة والمصانع والقواعد العسكرية والبنية التحتية للنقل والاتصالات ومقر الحكومة، وتستخدم أنظمة الأسلحة الاستراتيجية أجهزة مزودة بـرؤوس حربية ذرية أو نووية حرارية، لأن هذه الرؤوس الحربية هي فقط التي تملك القدرة التفجيرية السريعة وقليلة التكلفة التي تكفي لتدمير القدرات الكاملة لدولة كبيرة. ولا يشير مصطلح نظام الأسلحة الاستراتيجية فقط إلى الأجهزة المتفجرة نفسها كالقنابل، بل يشير أيضا إلى أنظمة التوصيل المعقدة التي تمكن هذه الرؤوس الحربية من الوصول إلى أهدافها كالصواريخ، والواقع أن السمة المميزة لنظام الأسلحة الاستراتيجية هي قدرته على إيصال رؤوس حربية حرارية نووية بدقة من قارة إلى أخرى ويطلق على هذا النوع من الصواريخ (صواريخ عابرة للقارات).
يمكن أن تتكون أنظمة الأسلحة الاستراتيجية من أي من أنظمة التسليم التالية: الصواريخ البالستية عابرة القارات (ICBMs)، أي الصواريخ التي يتجاوز مداها 3500 ميل (5630 كم)؛ وبعض الصواريخ الباليستية متوسطة المدى (IRBMs)، أي الصواريخ التي يتراوح مداها بين 600 و 3500 ميل (965 و 5630 كم)؛ وأيضا الصواريخ البالستية التي تطلق من الغواصات والتي هي في الواقع قذائف صاروخية عابرة أو صواريخ باليستية عابرة للقارات تُطلق من الغواصات؛ وصواريخ كروز وهي صواريخ قصيرة المدى يمكن إطلاقها من الطائرات أو السفن أو الغواصات، وبالتالي يمكن أن تصل إلى مسافات إستراتيجية. جميع أنظمة التوصيل هذه يمكنها أن تحمل رؤوسًا نووية، هناك نظام أسلحة إستراتيجية مهم آخر هو القاذفات الثقيلة بعيدة المدى أو القاذفات الاستراتيجية والتي يمكنها أن تطير مسافات بين القارات وتسقط قنابل السقوط الحر أو تطلق صواريخ كروز، وكلاهما يمكن أن يزود برؤوس نووية.
هناك العديد من الاعتبارات التي تنطوي عليها إدارة تخزين هذه الأسلحة وصيانتها وإيصالها بدقة لأهدافها، فيتطلب الصاروخ نفسه صيانة وتأمين لنظام الدفع والوقود، ونظام التوجيه الداخلي؛ وفي الطائرات مثلا صيانة جهاز الحاسب الموجود على متن الطائرة إن وجد؛ وصيانة حمولتها مثل الرأس الحربي للمقذوف، بالإضافة إذا ما كانت تحمل مجموعة من الرؤوس الحربية الموجهة (MIRVs) حيث يجب صيانتها بشكل مستقل، وهنا تتضاعف المخاطر. بالإضافة إلى ذلك، فإن الصومعة التي يُركب فيها كل صاروخ - أو الغواصة أو الطائرة، وإذا كانت الأخيرة، فقاعدتها تحتاج لصيانة - واستعدادها للعمل عند الحاجة لها يسبب مخاوف من جاهزية كل هذه المتطلبات، وكذلك متابعة تحركات الهدف الذي تم برمجة كل رأس حربي لضربه، وإجراءات التحكم في الإطلاق، وشبكة الاتصالات المعقدة التي تجمع النظام معًا.

## الأسلحة الاستراتيجية حول العالم
قامت خمس دول وهي - الولايات المتحدة وروسيا (وريث الاتحاد السوفيتي)، الصين، المملكة المتحدة وفرنسا - بتشغيل مثل هذه الأنظمة في أواخر القرن العشرين، لكن الولايات المتحدة وروسيا هما الوحيدتين بين المجموعة اللتان احتفظتا بترسانة صواريخ كبيرة بما يكفي ليتطلب الأمر أنظمة أسلحة إستراتيجية شديدة التعقيد لتلك الترسانة.
في أواخر القرن العشرين، كانت المعرفة الغربية بنظام الأسلحة الاستراتيجية في الصين محدودة، فعُرف عن وجود ما لا يقل عن 60 صاروخًا بالستيا متوسط المدى (IRBM) تتمركز في غرب الصين، وعُرف عن وجود أعداد صغيرة من الصواريخ البالستية عابرة القارات (ICBMs)، ويمتلك الصينيون أيضًا نوعًا من الصواريخ البالستية التي تطلق من الغواصات (SLBM). أما فرنسا فقد حافظت على نوعين من أنظمة الأسلحة الاستراتيجية في أواخر القرن العشرين، النوع الأول صاروخ بالستي متوسط المدى (IRBM)، تم بناؤه من مرحلتين بالوقود الصلب ويحمل رأس حربي نووي حراري. والآخر يطلق من الغواصات وهو صاروخ بالستي متوسط المدى (IRBM) مع ثلاث مراحل للوقود الصلب. بالنسبة للمملكة المتحدة فقد قامت بتشغيل نظام صاروخي يطلق من الغواصات وهو مجهز بصواريخ بولاريس الأمريكية القديمة.
الولايات المتحدة لديها نظامان نشطان من الصواريخ العابرة للقارات مينتمان  بعدد 950 صاروخًا، وصواريخ MX الأحدث بعدد  50 صاروخًا، وكان لدى الولايات المتحدة صواريخ جواله (كروز) لإطلاقها من الغواصات والسفن والبر ومن قاذفات القيادة الجوية الاستراتيجية (SAC). أما جميع أنظمة الصواريخ الأمريكية الأخرى - صواريخ بولاريس القديمة، وأنظمة بوسيدون وترايدنت - تطلق جميعا من الغواصات. وجميع أنظمة الصواريخ الأمريكية تعمل بالوقود الصلب. كان لدى القيادة الجوية الاستراتيجية (SAC) نوعان من القاذفات الاستراتيجية هما B-52 و B-1 الأحدث.
في أواخر القرن العشرين، حافظت روسيا على العديد من أنظمة الصواريخ البالستية عابرة القارات (ICBMs)، والتي يتم إطلاقها من صوامع، وكانت الولايات المتحدة قد حددت هذه الرموز لأنظمة الإتحاد السوفياتي الصاروخية SS-11 و SS-16 و SS-17 و SS-18 و SS-19 و SS-20 و SS-23 و SS-24 و SS- 25. ولدى روسيا أيضًا أنظمة تطلق من الغواصات وقاذفات إستراتيجية، استخدمت أحدث الصواريخ البالستية العابرة للقارات السوفيتية وقودًا صلبًا، على عكس سابقاتها التي تعمل بالوقود السائل.
العديد من الصواريخ في الخدمة لديها أجهزة كمبيوتر داخلية، وكلها تستطيع حمل الرؤوس الحربية النووية، ومعظمها لديه القدرة على حمل 3 إلى 14 أو أكثر من الرؤوس الحربية الموجهة (MIRVs)، أما الصواريخ الجوالة (كروز) فيمكنها أن تحمل رأسًا حربيًا نوويا أو عاديا واحدًا فقط.
كل نظام من أنظمة الأسلحة هذه يمتلك شبكة معقدة من الاتصالات بين الأشخاص والصواريخ التي تحمل قنابل هيدروجينية، اهتم المهندسون والمصممون والمبرمجون بإيجاد نظام «مؤمن من الفشل» لتقليل فرصة حدوث عطل في الكمبيوتر أو وقوع حادث بسيط سينتج عنه كارثة كبرى. ولهذا السبب، كان الأمر الأكثر أهمية في صيانة وتشغيل أنظمة الأسلحة الاستراتيجية هو توفير اتصالات معينة وآمنة بين القادة المدنيين والعسكريين وتوفير «احتياطي» من الكمبيوتر وغيره من المرافق حيث يمكن أن يكون لفشل أحد المكونات نتائج قاتلة.